# 291849 Orchestralondon
291849 Orchestralondon este un asteroid din centura principală de asteroizi.

## Descriere
291849 Orchestralondon este un asteroid din centura principală de asteroizi. A fost descoperit pe 18 iulie 2006 la Observatorul Lulin de Ye Quan-Zhi și Hong Qin Lin. Asteroidul prezintă o orbită caracterizată de o semiaxă mare de 2,75 ua, o excentricitate de 0,21 și o înclinație de 7,9° în raport cu ecliptica.